# Dulce (Novo México)
Dulce é uma Região censo-designada localizada no estado americano de Novo México, no Condado de Rio Arriba, local da suposta base alienígena subterrânea.

## Demografia
Segundo o censo americano de 2000, a sua população era de 2623 habitantes.

## Geografia
De acordo com o United States Census Bureau tem uma área de
33,5 km², dos quais 33,5 km² cobertos por terra e 0,0 km² cobertos por água. Dulce localiza-se a aproximadamente 2090 m acima do nível do mar.

## Localidades na vizinhança
O diagrama seguinte representa as localidades num raio de 64 km ao redor de Dulce.